# Jabana
Jabana è un settore (imirenge) del Ruanda, parte della Provincia di Kigali e del distretto di Gasabo.